# Marco Maestripieri
Marco Maestripieri (Terni, 11 ottobre 1956) è un allenatore di calcio ed ex calciatore italiano, di ruolo centrocampista.

## Carriera

### Giocatore
Cresciuto nella Ternana, club della sua città, tra il 1974 ed il 1977 gioca per tre stagioni nei dilettanti con l'Orvietana, prima di passare alla Sangiovannese per una stagione di Serie D.
Nel 1978 la Lazio mette gli occhi su di lui, ne acquista il cartellino e lo gira in prestito al Campobasso che a fine campionato lo riscatta. Nel capoluogo molisano rimane per dieci anni. Dopo quattro stagioni con i molisani giunge secondo nel campionato di Serie C1 conquistando la promozione in Serie B e poi milita in tale categoria per cinque anni (nel 1984 eredita la fascia da capitano) prima della retrocessione patita nel 1987, disputando poi l'ultima stagione nel 1987-1988, non riuscendo nell'impresa di tornare in Serie B.
In carriera ha totalizzato 164 presenze (e 7 reti) in Serie B. 

### Allenatore
Una volta appese la scarpe al chiodo ha intrapreso la carriera di allenatore.
Inizia nel Bojano in Promozione, dopo due anni va nel Foiano in Eccellenza Toscana dove fa altri due anni. Per il 1993-1994 viene chiamato dal Campobasso in panchina in Serie D, dove resta fino alla 7ª giornata di andata della stagione successiva quando si dimette.
Nella stagione 1995-1996 allena la Battipagliese in serie C2. A Battipaglia i risultati non sono soddisfacenti ed alla 2ª giornata di ritorno viene esonerato. Nella stagione 1996-1997 ha allenato la Nocerina, portando la squadra rossonera a giocarsi gli ottavi di finale della Coppa Italia contro la Juventus, venendo comunque esonerato prima di quella partita.
Nel 1998-1999 viene di nuovo chiamato sulla panchina del Campobasso dove viene esonerato alla 6ª d'andata.
Nella stagione 1999-2000 ha allenato da subentrato il Sant'Anastasia, alla sua prima stagione in Serie C2, dove resta per la stagione successiva prima di venire esonerato alla 11ª giornata.
Successivamente è entrato nel settore tecnico della FIGC.
Fa parte del Consiglio Direttivo dell'Associazione Italiana Allenatori Calcio.

## Statistiche

### Presenze e goal nei club[5][6]
| Stagione          | Squadra           | Campionato        | Campionato | Campionato | Coppe nazionali | Coppe nazionali | Coppe nazionali | Coppe continentali | Coppe continentali | Coppe continentali | Totale | Totale |  |
| Stagione          | Squadra           | Comp              | Pres       | Reti       | Comp            | Pres            | Reti            | Comp               | Pres               | Reti               | Pres   | Reti   |  |
| ----------------- | ----------------- | ----------------- | ---------- | ---------- | --------------- | --------------- | --------------- | ------------------ | ------------------ | ------------------ | ------ | ------ |  |
| 1973-1974         | Ternana           | B                 | 0          | 0          | CI              | 0               | 0               | -                  | -                  | -                  | 0      | 0      |  |
| 1974-1975         | Orvietana         | D                 | ?          | ?          | -               | -               | -               | -                  | -                  | -                  | ?      | ?      |  |
| 1975-1976         | Orvietana         | P                 | ?          | ?          | -               | -               | -               | -                  | -                  | -                  | ?      | ?      |  |
| 1976-1977         | Orvietana         | D                 | 30         | 3          | -               | -               | -               | -                  | -                  | -                  | 30     | 3      |  |
| Totale Orvietana  | Totale Orvietana  | Totale Orvietana  | 30         | 3          |                 | -               | -               |                    | -                  | -                  | 30     | 3      |  |
| 1977-1978         | Sangiovannese     | D                 | 31         | 5          | -               | -               | -               | -                  | -                  | -                  | 31     | 5      |  |
| 1978-1979         | Campobasso        | C1                | 31         | 2          | CIS             | 5               | 0               | -                  | -                  | -                  | 36     | 2      |  |
| 1979-1980         | Campobasso        | C1                | 33         | 1          | CIS             | 4               | 1               | CAI                | 3                  | 0                  | 40     | 2      |  |
| 1980-1981         | Campobasso        | C1                | 32         | 4          | CIS             | 5               | 0               | -                  | -                  | -                  | 37     | 4      |  |
| 1981-1982         | Campobasso        | C1                | 31         | 1          | CIC             | 14              | 1               | -                  | -                  | -                  | 45     | 2      |  |
| 1982-1983         | Campobasso        | B                 | 30         | 0          | CI              | 5               | 0               | -                  | -                  | -                  | 35     | 0      |  |
| 1983-1984         | Campobasso        | B                 | 36         | 3          | CI              | 5               | 0               | -                  | -                  | -                  | 41     | 3      |  |
| 1984-1985         | Campobasso        | B                 | 35         | 2          | CI              | 7               | 0               | -                  | -                  | -                  | 42     | 2      |  |
| 1985-1986         | Campobasso        | B                 | 35         | 2          | CI              | 5               | 0               | -                  | -                  | -                  | 40     | 2      |  |
| 1986-1987         | Campobasso        | B                 | 28+2       | 1          | CI              | 5               | 0               | -                  | -                  | -                  | 35     | 1      |  |
| 1987-1988         | Campobasso        | C1                | 30         | 4          | CI + CIC        | 5               | 1               | -                  | -                  | -                  | 35     | 5      |  |
| Totale Campobasso | Totale Campobasso | Totale Campobasso | 321+2      | 20         |                 | 58              | 3               |                    | 3                  | 0                  | 381    | 23     |  |
| 1988-1989         | Castel di Sangro  | I                 | 22         | 2          | -               | -               | -               | -                  | -                  | -                  | 22     | 2      |  |
| Totale carriera   | Totale carriera   | Totale carriera   | 373+?      | 25         |                 | 32+?            | 1+?             |                    | 3                  | 0                  | 410+?  | 26+?   |  |

## Palmarès

### Club

#### Competizioni nazionali
- Campionato Interregionale: 1

Castel di Sangro: 1988-1989 (girone G)

#### Competizioni regionali
- Prima Categoria: 1

Orvietana: 1975-1976